# Helina zimini
Helina zimini este o specie de muște din genul Helina, familia Muscidae, descrisă de Lavciev în anul 1971. Conform Catalogue of Life specia Helina zimini nu are subspecii cunoscute.